# Hjemmeværnsflotille
Hjemmeværnsflotille (HVF) i marinehjemmeværnet er betegnelsen for de enheder, hvor det frivillige personel er enkadreret.

## Forkortelser
Som regel ses ordet forkortet og det har været gjort på flere forskellige måder gennem tiden: 
MHF, FLT, MFL. 
Den korrekte forkortelse er HVF.

## Distrikter
Marinehjemmeværnet (MHV) er delt op i to distrikter, Marinehjemmeværnsdistrikt VEST (MHDV) og Marinehjemmeværnsdistrikt ØST (MHDE), herunder er alle de forskellige flotiller hjemhørende.

## Flotiller
Der findes 4 forskellige flotiller under MHV:
- Sejlende flotiller (HVF)
- Stabsflotiller (MHD FRIVST)
- Musikflotiller (MU HVF)
- Maritime Force Protection (HVF MFP)

## Ekstern henvisning
- Placering af marinehjemmeværnets flotiller i Danmark Arkiveret 20. maj 2009 hos  Wayback Machine